# Maiàtxnoie
Maiàtxnoie (en rus: Маячное) és un poble de l'óblast d'Astracan, a Rússia, segons el cens del 2010 tenia 845 habitants.